# Ла Тринидад, Ехидо Колонија Сочитла (Арселија)
Ла Тринидад, Ехидо Колонија Сочитла (шп. La Trinidad, Ejido Colonia Xochitla) насеље је у Мексику у савезној држави Гереро у општини Арселија. Насеље се налази на надморској висини од 924 м.

## Становништво
Према подацима из 2010. године у насељу је живело 12 становника.

### Хронологија
| Година       | 2000         | 2010 |
| ------------ | ------------ | ---- |
| Становништво | 23 (12 / 11) | 12   |

### Попис
| # | Индикатор                     | Вредност |
| - | ----------------------------- | -------- |
| 1 | Укупно домаћинстава           | 2        |
| 2 | Укупно насељених домаћинстава | 2        |
| 3 | Величина локације             | 1        |